# Боденьки
Боденьки (укр. Боденьки) — село, входит в Вышгородский район Киевской области Украины.
Население по переписи 2001 года составляло 428 человек. Почтовый индекс — 07341. Телефонный код — 4596. Занимает площадь 2,3 км². Код КОАТУУ — 3221888002.

## Местный совет
07340, Київська обл., Вишгородський р-н, с. Сувид, вул. Леніна,42

## Известные уроженцы
- Розка, Александр Антонович (1915—1970) — Герой Советского Союза.

## Галерея

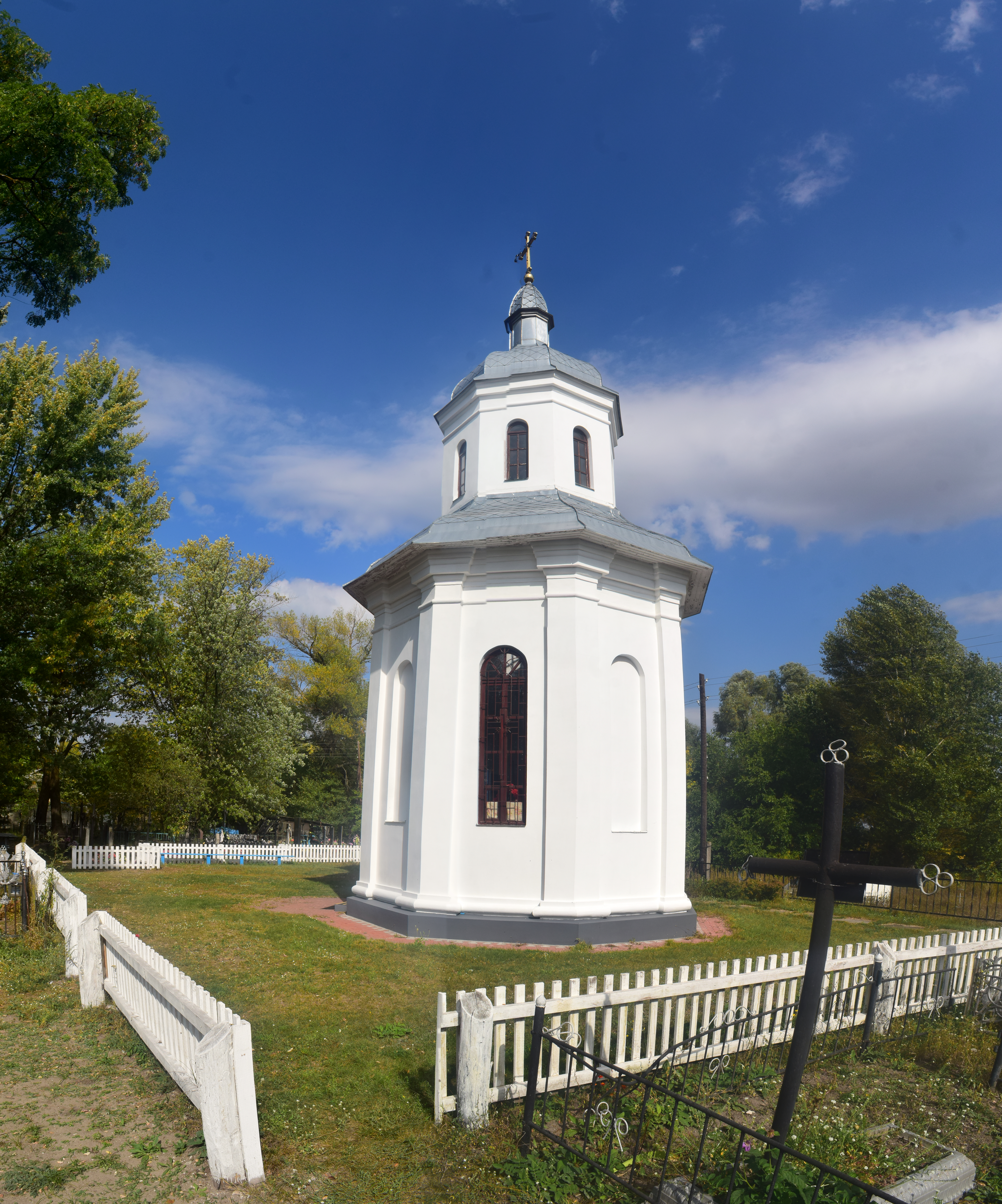
Церковь на кладбище
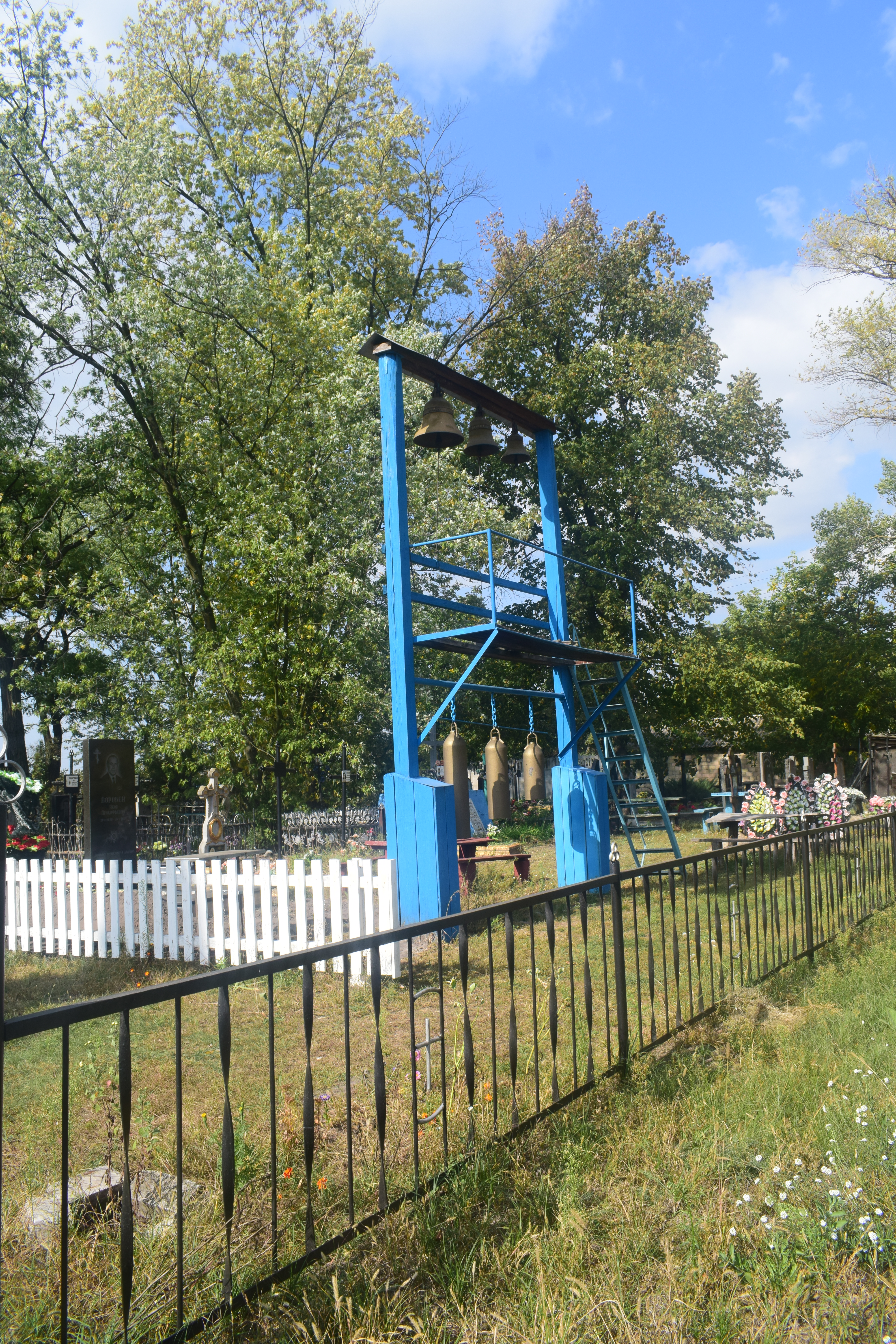
Колокольня на кладбище
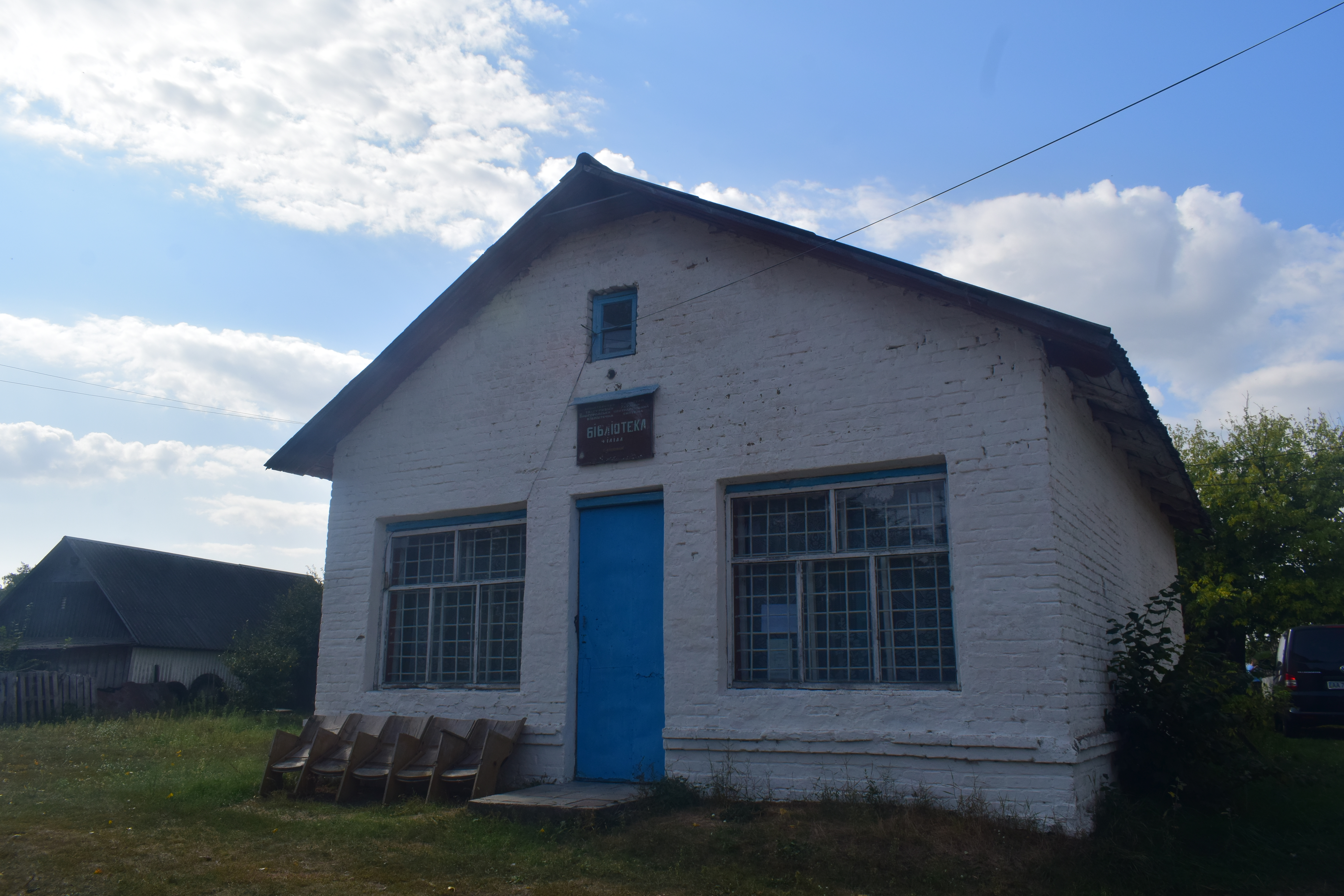
Библиотека
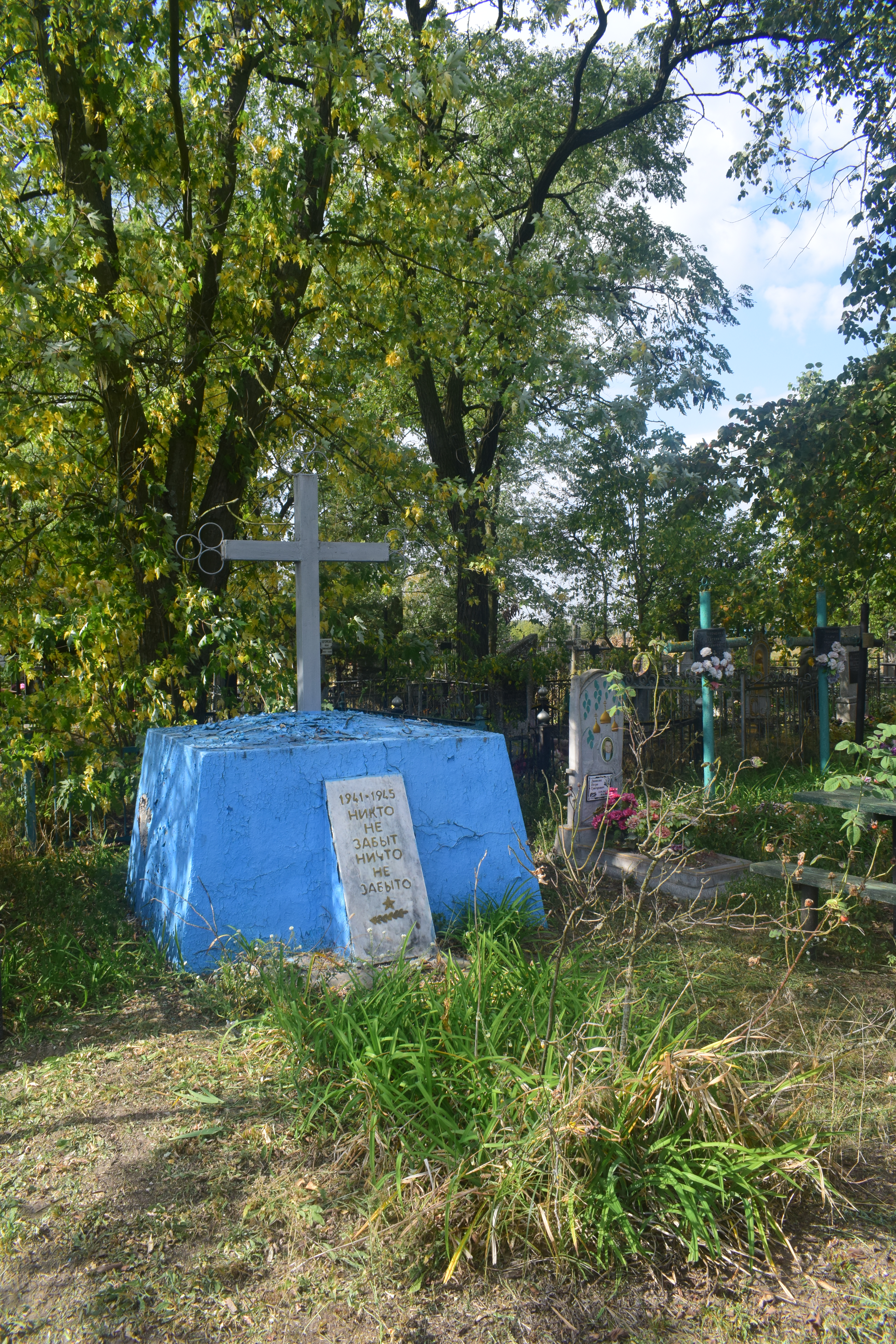
Братская могила советских воинов
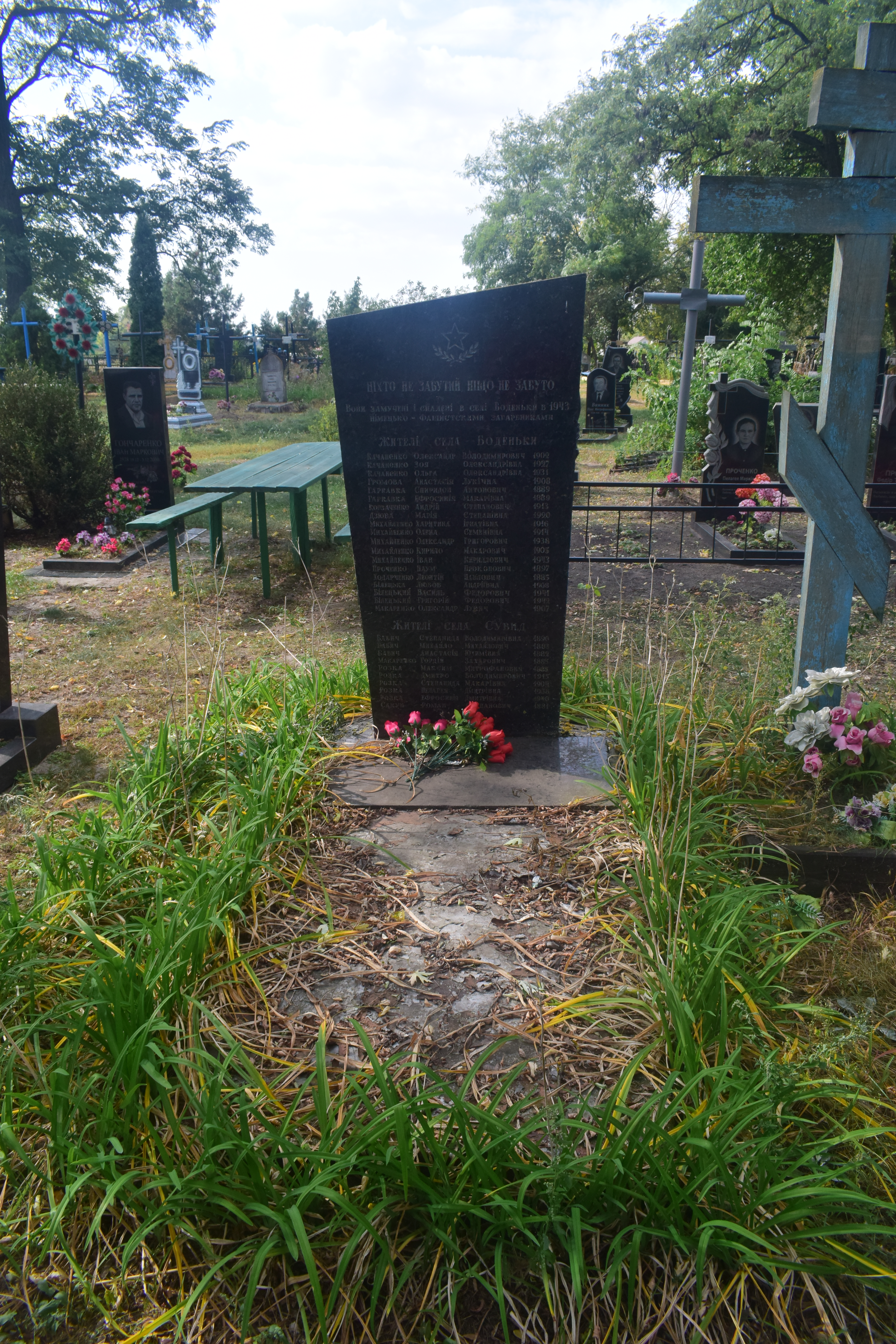
Памятник воинам-односельчанам